# Grądy Świniarskie
Grądy Świniarskie – kolonia wsi Parchocin w Polsce, położona w województwie świętokrzyskim w powiecie buskim w gminie Nowy Korczyn.
W latach 1975–1998 kolonia administracyjnie należała do województwa kieleckiego.